# Основи Манніха
Осно́ви Ма́нніха (англ. Mannich bases) — β-кетоаміни, продукти амінометилювання алкілкетонів (як СH-кислот) шляхом конденсації з формальдегідом (або іншим альдегідом) й амоніаком чи амінами (взятими у вигляді солей):